# Día de la Conciencia para la Comunidad Intersexual
El Día de la conciencia para la comunidad intersexual —también conocido como el Día de la Visibilidad Intersex— es un día de celebración internacional destinado a resaltar los derechos humanos de las personas intersexuales.

## Historia
El evento conmemora la primera manifestación pública por personas intersexuales en América del Norte, el 26 de octubre de 1996, fuera de la sede en Boston, donde la Academia Americana de Pediatría convocaba su conferencia anual.